# Гірод
Гірод (нім. Girod) — громада в Німеччині, розташована в землі Рейнланд-Пфальц. Входить до складу району Вестервальд. Складова частина об'єднання громад Монтабаур.
Площа — 7,46 км2. Населення становить 1207 ос. (станом на 31 грудня 2020).